# Solutré-Pouilly
 Solutré-Pouilly  es una población y comuna francesa, en la región de Borgoña, departamento de Saona y Loira, en el distrito de Mâcon y cantón de Mâcon-Sud.
Muy conocida pues los yacimientos arqueológicos en Crôt du Charnier dieron lugar a la denominación de un periodo del paleolítico con el nombre del solutrense

## Demografía
| 387 | 378 | 374 | 360 | 366 | 424 |
| Para los censos de 1962 a 1999 la población legal corresponde a la población sin duplicidades (Fuente: INSEE [Consultar]) |     |     |     |     |     |